# James Burke (Mafioso)
James Burke, alias Jimmy Burke, Jimmy the Gent oder auch The Big Irishman (* 5. Juli 1931 in New York; † 13. April 1996 in Buffalo), war ein irischstämmiger US-amerikanischer Mobster und Assoziierter des New Yorker Clans der US-amerikanischen Cosa Nostra, der als Lucchese-Familie bekannt ist.
Er soll Drahtzieher des sogenannten Lufthansa-Raubes gewesen sein, des erfolgreichsten Raubüberfalls der US-amerikanischen Geschichte. Er soll auch hinter der Mordserie im Anschluss an den Raub stehen, deren Ziel es war, Mitwisser zu beseitigen.

## Frühe Jahre
Jimmy Burke wurde in New York geboren.
Seine Mutter, Mary Conway, stammte aus Dublin. Der Vater ist unbekannt.
Im Alter von zwei Jahren wurde er in ein katholisches Waisenhaus gegeben, das von Nonnen geleitet wurde. Seine Mutter sah er niemals wieder. Während seiner frühen Kindheit wurde er ständig zwischen Waisenhäusern hin- und hergegeben, wo er von Priestern und Betreuern misshandelt und sexuell missbraucht worden sein soll. Im Sommer 1944 starb Burkes Adoptivvater bei einem Unfall, die Witwe gab Burke daraufhin die Schuld und verprügelte ihn regelmäßig. Später wurde er dann von der Familie Burke adoptiert, deren Namen er annahm.
Er lebte bei dieser Familie in Rockaway, Queens. Diese Zeit soll friedlich gewesen sein. Das Verhältnis zu diesen Adoptiveltern soll bis zu Burkes Tod sehr harmonisch gewesen sein. Während seiner Teenager-Zeit begann Burke mit dem Gesetz in Konflikt zu geraten. 1949, im Alter von 18 Jahren wurde er wegen Falschmünzerei zu einer fünfjährigen Haftstrafe verurteilt. Im Gefängnis lernte er zahlreiche Gangster und Mitglieder der Mafia kennen. Burke hatte eine beeindruckende physische Präsenz. Sein ehemaliger Komplize Henry Hill beschrieb ihn als einen gefürchteten Schläger, der von einem Augenblick auf den anderen explodieren konnte.
1962 machte Burke seiner späteren Frau Mickey einen Heiratsantrag. Als er erfuhr, dass diese durch ihren Ex-Freund belästigt wurde, ermordete Burke ihn. Am Tage der Hochzeit fand die Polizei die Überreste des Ex-Freundes, dessen Körper sorgfältig in zwölf Teile zerstückelt und in dessen Auto verteilt worden war.

## Verbrecherkarriere
Es ist bewiesen, dass Burke zahlreiche Morde begangen hat, die Opfer waren jedoch nicht zu identifizieren. Während der 1950er Jahre war er in zahlreiche illegale Aktivitäten verstrickt, insbesondere den Handel mit Zigaretten und Alkoholika. Er wurde Vater zweier Töchter und zweier Söhne.
Burke war Mentor der jüngeren Nachwuchskriminellen Thomas DeSimone, Henry Hill und Angelo Sepe, welche in den 1960er Jahren Heranwachsende waren. Diese führten Hilfsjobs für Burke aus, wie den Verkauf gestohlener, geschmuggelter oder nicht deklarierter Waren. Sie wurden Mitglied von Burkes Bande, die in den Bereichen South Ozone Park (Queens) und East New York (Brooklyn) agierte. Die Bande raubte z. B. Lastkraftwagen aus, wobei Burke den Fahrern ihre Führerscheine abnahm und sie mit 50 Dollar entschädigte. Diese Geste trug Burke den Spitznamen „Jimmy the Gent“ (am: „Jimmy der Gentleman“) ein.
Korrupte Polizisten wurden von Burke geschmiert und meldeten diesem Zeugen oder Informanten, die dann häufig ermordet wurden. Hill beschrieb Burke später als unberechenbaren und eiskalten Killer. Burke besaß eine Bar in South Ozone Park namens Robert's Lounge, wo er am liebsten mit Komplizen, Mafiamitgliedern, Buchmachern und anderen Kriminellen verkehrte. Burke benutzte diese Bar auch als „Friedhof“. Henry Hill behauptete später, dass ein gutes Dutzend Leichen in oder in unmittelbarer Nähe von „Robert’s Lounge“ beerdigt worden seien.
Burke betrieb dort einen Buchmacherladen und veranstaltete Pokerpartien mit hohen Einsätzen. Außerdem betrieb er eine Textilfabrik, die von ihm als Geldwaschanlage benutzt wurde, namens „Moo Moo Vedda's“. Burke konnte aufgrund seiner irischen Abstammung nicht Vollmitglied der Mafia werden, unterhielt aber eine enge Beziehung zum Capo der Lucchese-Familie Paul Vario.
1972 wurden Jimmy Burke und Henry Hill festgenommen, weil sie Gaspar Ciaccio in Tampa (Florida) zusammengeschlagen hatten. Dieser soll ihrem Freund, dem Gewerkschaftsboss Casey Rosado, einen größeren Geldbetrag geschuldet haben. Beide wurden zu 10 Jahren Haft in einem Bundesgefängnis verurteilt und nach rund sechs Jahren Haft vorzeitig aus der Haft entlassen. Mit Greg Bucceroni stiegen beide umgehend in den Drogenhandel ein, obwohl die Lucchese-Familie ihren Mitgliedern und Assoziierten den Handel mit Drogen verbot.
Burke soll in seinem Leben mindestens 50 Morde befohlen oder selbst ausgeführt haben. Nachdem beispielsweise Jimmy Breslin einen entlarvenden Artikel über Paul Vario veröffentlicht hatte, wurde er von Burke in einer Bar voller Zeugen fast zu Tode gewürgt.
Den Mord an seinem Freund Dominick „Remo“ Cersani befahl er, weil dieser plante, gegen Burke wegen eines Überfalls auf einen mit Zigaretten gefüllten Truck auszusagen. Henry Hill sagte später dazu aus, dass Cersani von Tommy DeSimone mit einer Klaviersaite erwürgt worden sei. Sein Körper soll beim Bocciafeld hinter „Robert's Lounge“ begraben worden sein und DeSimone und Burke sollen bei Bocciaspielen immer scherzend „Hi Remo, how ya doing?“ (am.: „Hallo Remo, wie geht’s Dir?“) gefragt haben.
Burke soll Opfer in Kühlschränke gesperrt und Eltern damit bedroht haben, ihre Kinder ebenfalls in Kühlschränke einzusperren.
Am 6. Juni 1980 wurden unter dem Keller von „Robert's Lounge“ ein menschlicher Beinknochen und ein menschlicher Schulterknochen ausgegraben. Diese konnten aber niemandem zugeordnet werden.

## Der Lufthansa-Raub
Burkes größter Coup soll der Lufthansa-Raub gewesen sein. Es stellte den größten Raub der amerikanischen Geschichte dar und brachte den Tätern 6 Millionen Dollar in Geld und Juwelen ein (ungefährer Wert im Jahre 2011: 20 Millionen Dollar). Im Anschluss an den Raub bekam Burke Angst vor der Strafverfolgung und ließ etliche Mitwisser ermorden.

## Niedergang und Tod
1980 wurde Henry Hill wegen Drogenhandels verhaftet und wurde ein FBI-Informant, um einer langjährigen Haftstrafe bzw. der Ermordung innerhalb des Gefängnisses durch Mafia-Killer zu entgehen. Hill behauptete, dass die Leichen, die in und um Robert’s Lounge beerdigt worden waren, von Burke entfernt worden seien, noch bevor es einen richterlichen Durchsuchungsbeschluss für Robert’s Lounge gab.
Am 1. April wurde Burke aufgrund der Zeugenaussagen Hills und des am Lufthansa-Raub beteiligten Louis Werner festgenommen. Burke konnte aber nicht der Planung und Durchführung des Lufthansa-Raubes überführt werden, sondern wurde zu 20 Jahren wegen der Manipulation eines Basketballspieles im Jahre 1978 verurteilt. Obwohl Burke der Durchführung bzw. Beteiligung an 50 Morden verdächtigt wurde, konnte ihm nur ein Mord nachgewiesen werden: Die Ermordung des Spielers Richard Eaton. Dieser war zu Tode geschlagen und gewürgt worden. Die Leiche Eatons wurde in einer stillgelegten Zugmaschine auf einem vermüllten Grundstück in Brooklyn zurückgelassen, wo sie von spielenden Kindern gefunden wurde. Bei der Leiche fand man ein Adressbuch, in welchem Burkes Adresse verzeichnet war. Burke wurde aufgrund der Zeugenaussage Hills des Mordes an Eaton für schuldig befunden. Motiv für den Mord soll gewesen sein, dass Eaton Burke zu einem Kokaindeal in Höhe von 250.000 US-Dollar überredet haben soll. Burke gab Eaton das Geld und dieser habe das Geld einfach für sich behalten. Als Hill nach einiger Zeit nach dem Verbleib Eatons gefragt haben soll, habe Burke geantwortet: „Don't worry about him. I whacked the fucking swindler out.“ (am.: „Mach Dir um den keine Sorgen, ich habe den verdammten Schwindler umgelegt“). Burke habe Hill auch gesagt, dass er damit ein Exempel statuiert habe und es anderen Schuldnern von ihm eine Lehre sein werde.
Am 19. Februar 1985 wurde Burke wegen des Mordes an Eaton zu einer lebenslangen Freiheitsstrafe verurteilt. Als er im Flieger mit einem Polizeibeamten saß, zeigte er auf den JFK-Airport und sagte zu diesem: „Das hat einmal alles mir gehört“.
Der Versuch, Burke wegen des Mordes an William „Billy Batts“ DeVino im Jahre 1970 zu überführen, scheiterte daran, dass es als einziges Beweismittel nur die Zeugenaussage Hills gab.
Burke saß im Hochsicherheitsgefängnis Wende Correctional Facility in Alden, Erie County, New York, als bei ihm Lungenkrebs diagnostiziert wurde. Daran starb er am 13. April 1996 im Roswell Park Cancer Institute in Buffalo, New York.

## Kinder
Frank James Burke (1960 – 18. Mai 1987) war einer von zwei Söhnen von James und Mickey Burke. Wie sein Vater war auch er Berufsverbrecher und soll mit in den Lufthansa-Raub involviert gewesen sein. Er war als heroinsüchtig bekannt und wegen Besitzes von Drogen mehrmals verurteilt worden. Er verbrachte seine Zeit in Robert's Lounge und der The Linen Suite Lounge. Tommy DeSimone nahm Frank zu seinem ersten Auftragsmord mit, als dieser 16 oder 17 war. Frank James Burke wurde am 18. Mai 1987 in Cypress Hills, Brooklyn (New York City), erschossen aufgefunden.
Der zweite Sohn, Jesse James Burke, ist nicht in Verbrechen involviert. Die Tochter Catherine heiratete 1992 Anthony Indelicato, Mitglied der Bonanno-Familie.

## Kulturelle Rezeption
- Jimmy Burke wurde von Robert De Niro 1990 in Martin Scorseses preisgekröntem Film GoodFellas – Drei Jahrzehnte in der Mafia gespielt (im Film heißt er „Jimmy Conway“).
- Burke wurde 2001 von Donald Sutherland im TV-Film The Big Heist gespielt.
- Am 19. August 2011 wurde angekündigt, dass Daniel Simone in Zusammenarbeit mit Henry Hill ein Buch über den Lufthansa-Raub schreiben will, Titel „The Lufthansa Heist“.